# Cronògraf

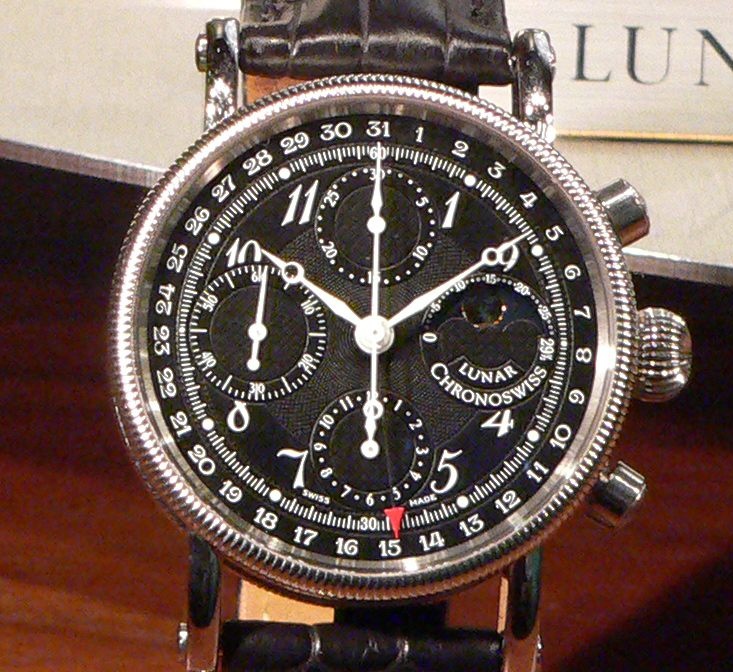
Cronògraf.

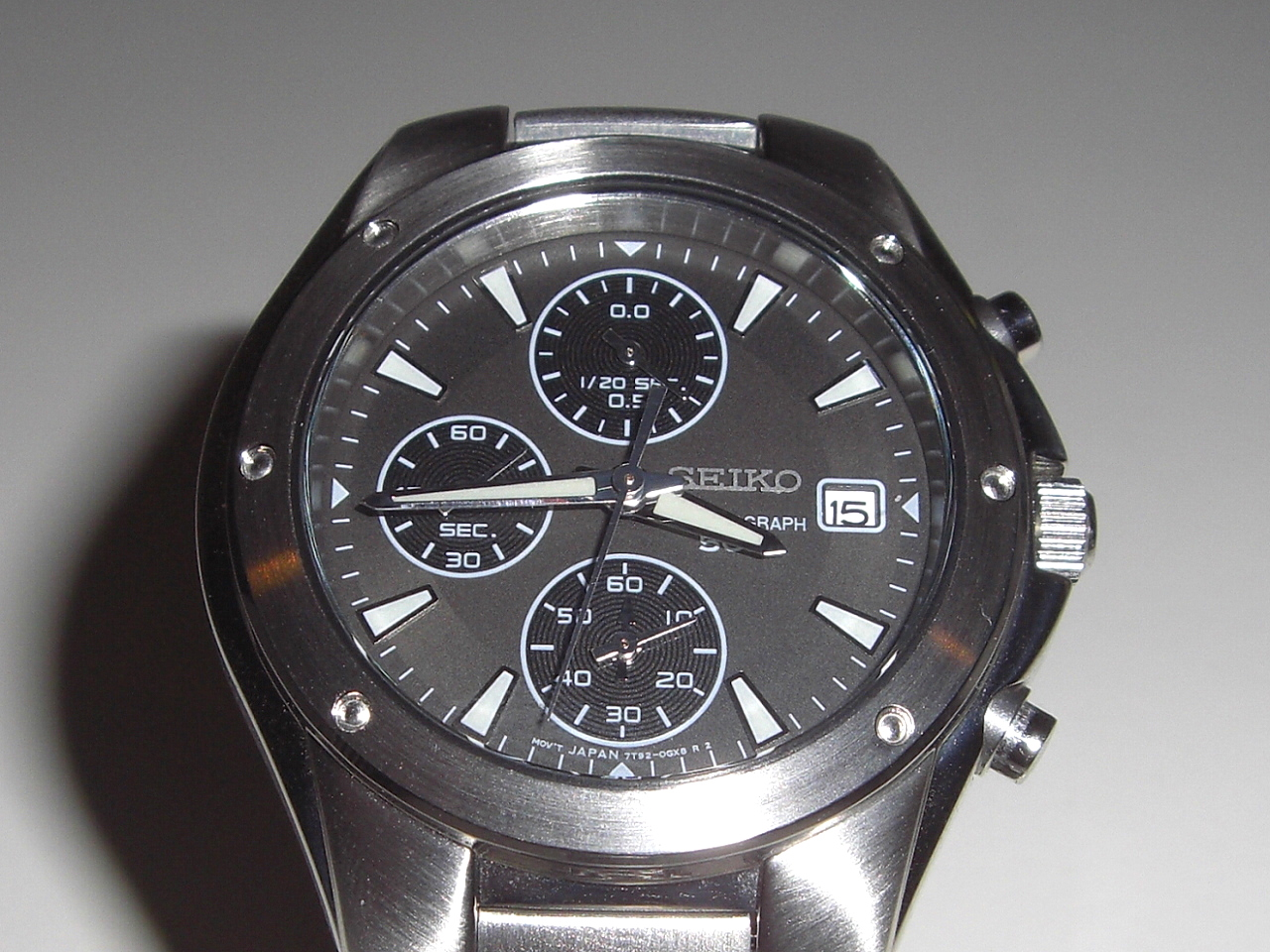
Rellotge de polsera de quars modern de la marca Seiko, el qual inclou la funció de cronògraf.

El  cronògraf  és un rellotge o aparell que serveix per registrar gràficament el temps transcorregut durant períodes concrets. Disposa d'accionadors d'arrencada, parada i posada a zero, podent incorporar altres funcions com flyback, compta parcial i altres. Els comptadors poden registrar amb una precisió de centèsimes de segon, dècimes de segon, segons, minuts i hores. La lectura dels resultats pot ser oferta de manera analògica o digital.
També es denomina cronògraf  la persona que professa la cronologia o té coneixements especials en la matèria.

## Etimologia
L'etimologia de la paraula "cronògraf" prové del llatí chronogrăphus, i aquest del grec  χρονογράφος  (en grec significa literalment  que escriu el temps ).

## Funcionament
El funcionament usual d'un cronògraf, consisteix a començar a comptar des de zero al prémer el mateix botó que ho deté. A més, habitualment, poden mesurar-se diversos temps amb el mateix començament i diferent final. Per a això es congela els successius temps amb un botó diferent, normalment amb el de  reinici , mentre segueix explicant en segon pla fins que es prem el botó de començament.
Per mostrar el segon temps o el temps acumulat, es prem  reset  o  reinici .
Els cronògrafs poden activar amb mètodes automàtics, amb menor marge d'error i sense necessitat d'un actor. Alguns d'aquests sistemes són: el tall d'un feix lluminós o la detecció d'un transceptor o, per exemple, en els ciclocomputadors poden ser activats pel moviment de la roda.
Són habituals les mesures en centèsimes de segon, com en els rellotges de polsera o fins i tot mil·lèsimes de segon.

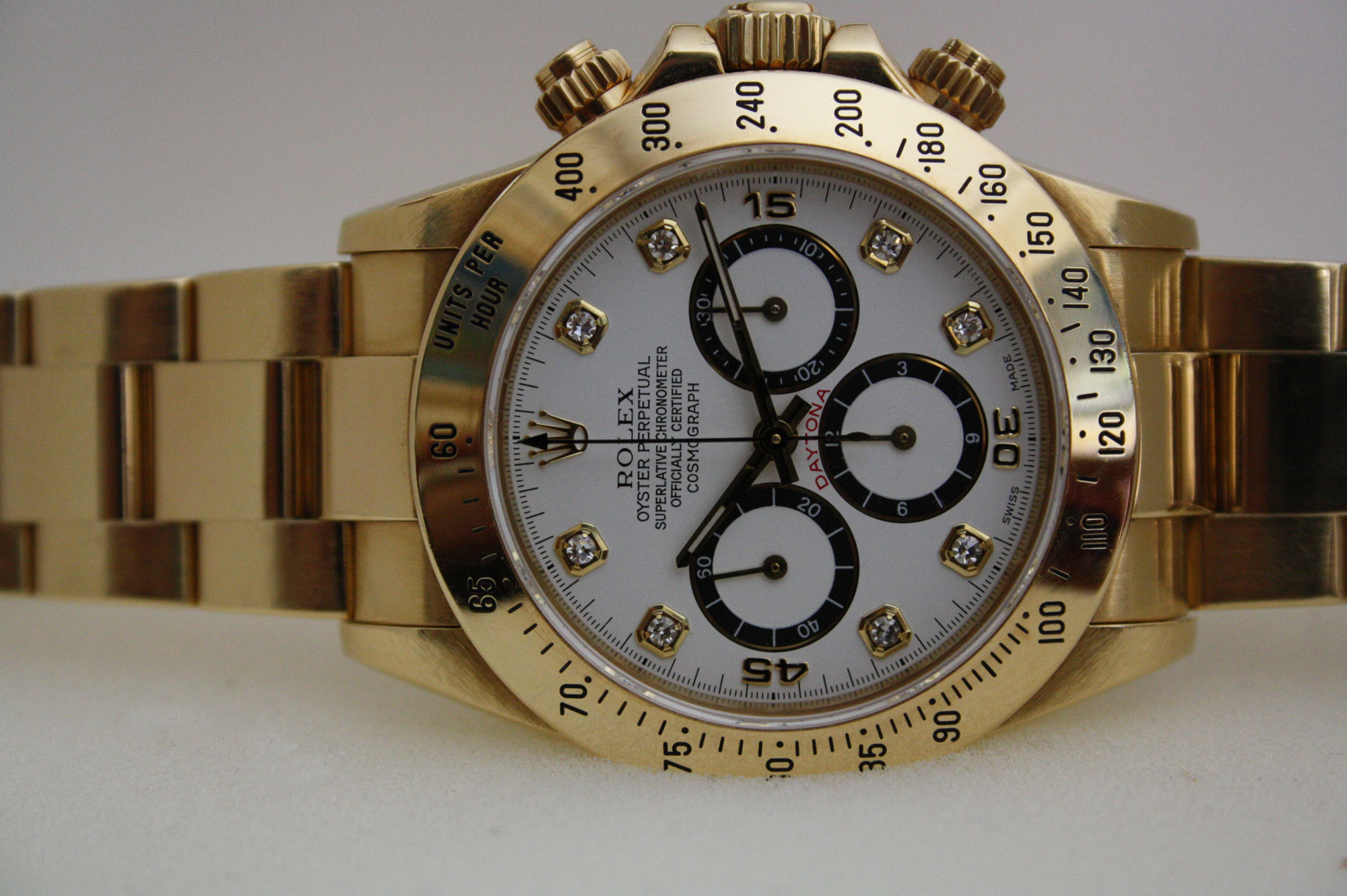
Rellotge de polsera automàtic de la marca Rolex el qual inclou la funció cronògraf i té la certificació suïssa de cronògraf per la seva precisió.

Està estès el seu ús en competicions esportives, existint diferents aparells i funcions específiques per a cada especialitat, així com en ciència i tecnologia.

## Altres aparells de mesura similars
És molt freqüent la confusió del terme cronògraf amb el de cronòmetre, el significat obeeix a un certificat atorgat a determinats mecanismes de rellotges capaços de mantenir una alta precisió després de ser sotmesos a rigoroses proves sota circumstàncies adverses. Des de 1973, aquest certificat és atorgat a Suïssa pel  COSCE  -  Controli Officiel Suisse des Chronomètres  -.